# AMC – Andrzej M. Chołdzyński

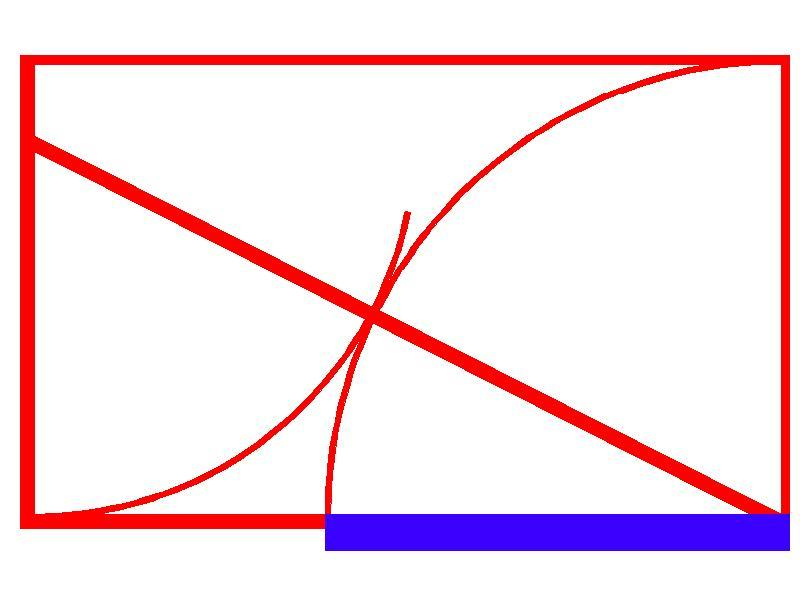
Unternehmenslogo

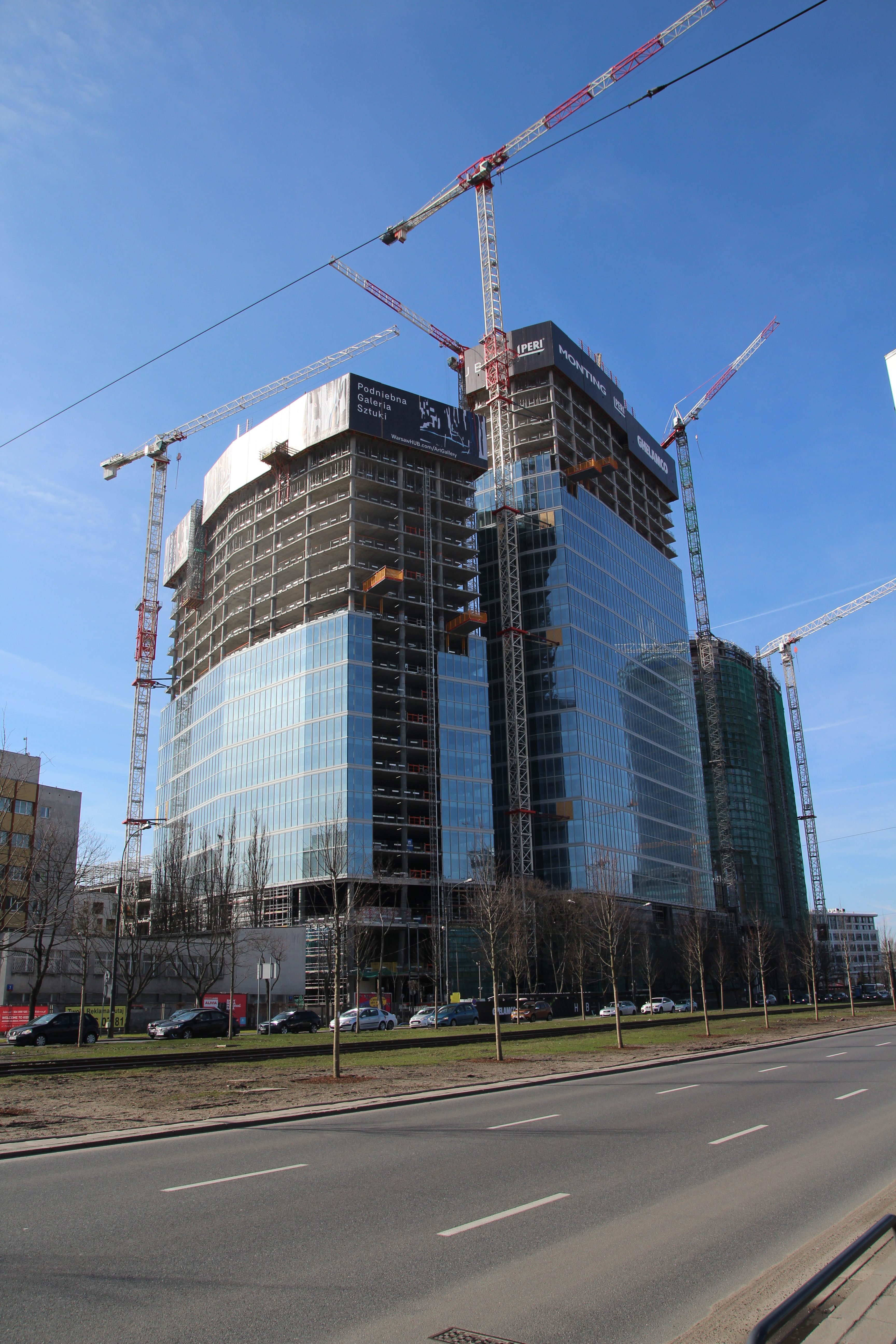
Hochhauskomplex The Warsaw Hub (Höhe 130 Meter nach Fertigstellung) in Warschau im Bau, März 2019

AMC – Andrzej M. Chołdzyński (vormals AMC i Partnerzy) ist ein polnisches Architekturbüro mit Sitz in Warschau. Bekannt wurde das Unternehmen für die Gestaltung des Gebäudes der Warschauer Börse und der Warschauer Metrostation A 18 am Plac Wilsona.

## Geschichte
Das Büro wurde 1998 gegründet. Namensgebender Gründer ist der Architekt Andrzej M. Chołdzyński (* 2. November 1960 in Lublin). Er studierte an der Universität Sorbonne (1982–1983), der Ecole d’Architecture Paris la Seine (1983–1985), der Technischen Universität in Krakau sowie der Ecole d’Architecture de Paris Villemin (1989–1993). Chołdzyński arbeitet seit 1982 in Paris und seit 1996 in Warschau. Er wurde im Jahr 2001 für den Preis der Europäischen Union für zeitgenössische Architektur nominiert.

## Realisierte Projekte
Das Studio entwirft Nutz- und Verkehrsgebäude sowie Büro- und Wohnanlagen. Neben dem Gebäude der Börse wurden in Warschau beispielsweise Entwürfe zum Bürogebäudekomplex „Lipowy Office Park“, dem Umbau des Centralny Dom Towarowy, der Innengestaltung des Hochhauses Rondo 1-B und zu weiteren Metrostationen (C9 – Rondo Daszynskiego, C 10 – Rondo ONZ, C 14 – Stadion Narodowy, A22 – Wawrzyszew und A23 – Młociny) realisiert. In Lublin entstand das Centrum Innowacji i Zaawansowanych Technologii der Technischen Universität Lublin.
Derzeit befindet sich ein auf Plänen des Studios basierendes Bürohochhaus im Bau: The Warsaw Hub von Ghelamco.

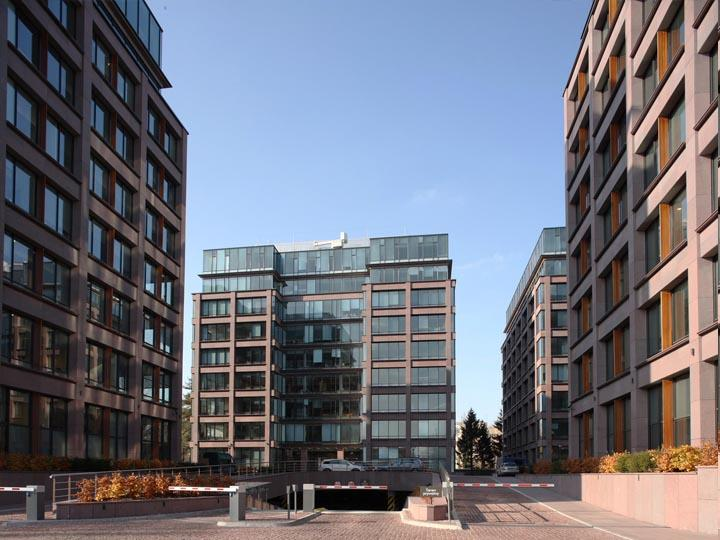
Warschauer Lipowy Office Park
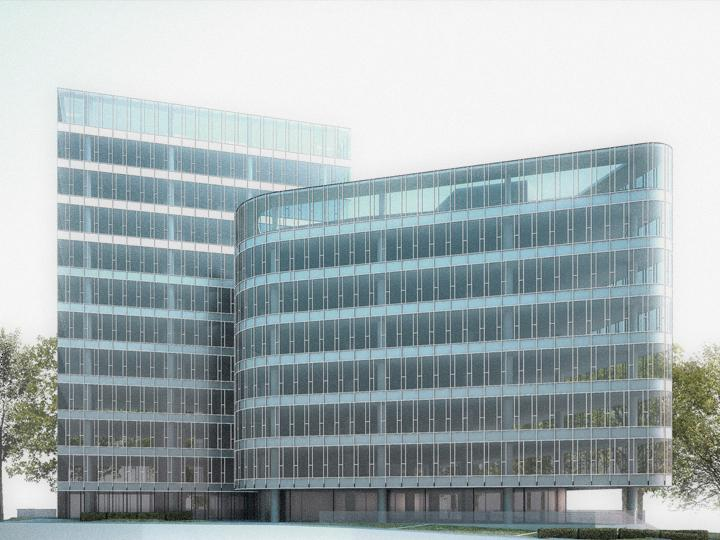
Kronos Ambassador an der Warschauer Ulica Domaniewska
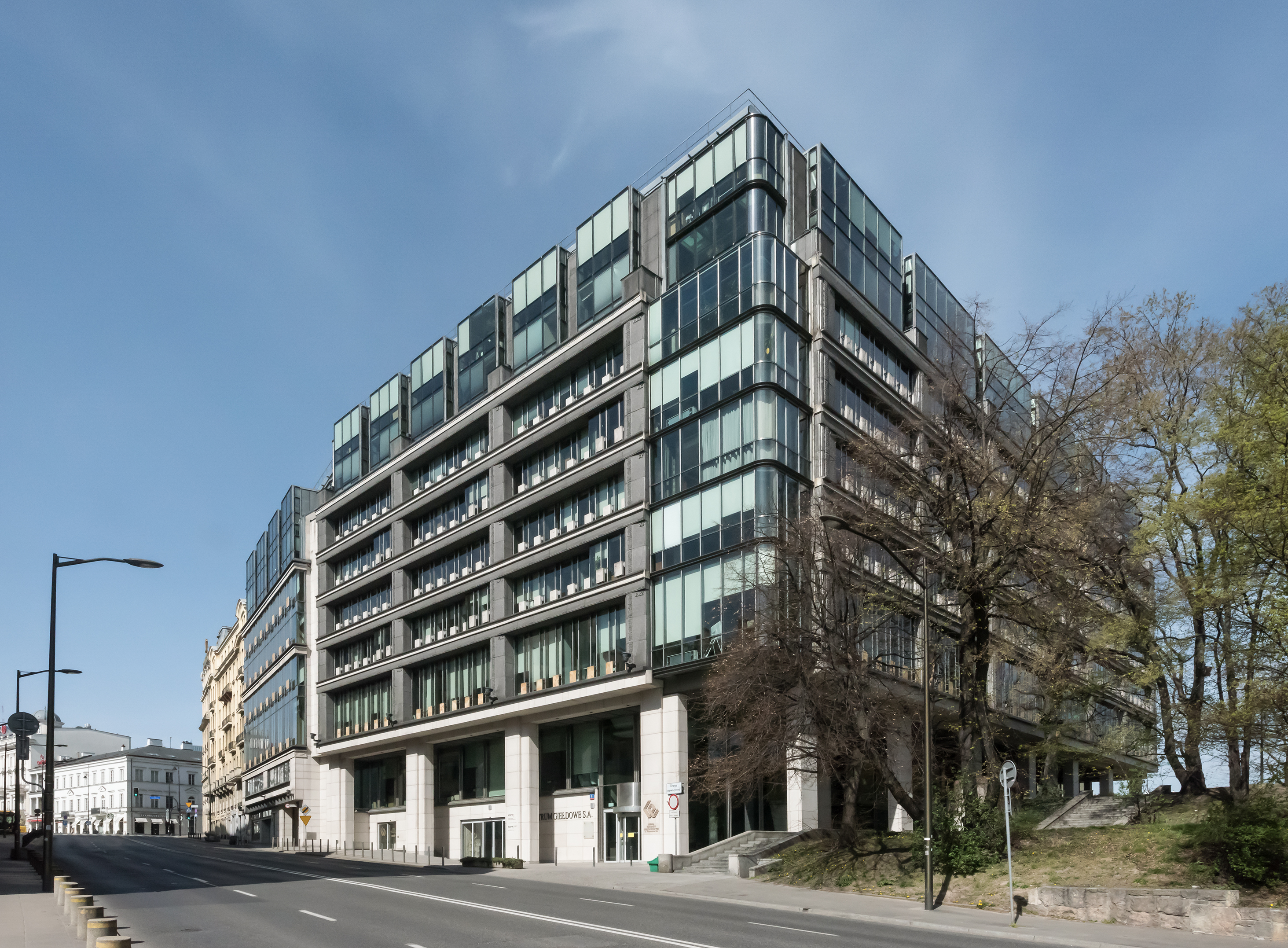
Warschauer Wertpapierbörse